# Макдауэлл, Чарли
Чарли Макдауэлл (англ. Charlie McDowell; род. 10 июля 1983, Лос-Анджелес, Калифорния) — американский режиссер, сценарист, продюсер и актёр.

## Биография
Родился в семье британского актёра Малкольма Макдауэлла и американской актрисы Мэри Стинберджен.
Дебютным фильмом режиссёра стала картина «Возлюбленные», главные роли в которой исполнили Марк Дюпласс и Элизабет Мосс. Премьера фильма прошла на кинофестивале «Сандэнс» в январе 2014 года. Вторым полнометражным фильмом стала картина «Открытие», главные роли в которой сыграли Руни Мара (с которой режиссёр встречался в период с 2010 по 2017 год) и Джейсон Сигел, премьерный показ фильма прошёл на «Сандэнсе» в январе 2017 года.
В сентябре 2020 года объявил о помолвке с актрисой Лили Коллинз. С 4 сентября 2021 года женат на Лили Коллинз.

## Фильмография
Режиссёр
- 2006 — «Пока, Бенджамин» / Bye Bye Benjamin … короткометражка
- 2014 — «Возлюбленные» / The One I Love
- 2014 — «Кремниевая долина» (сериал) / Silicon Valley
- 2016 — «Untitled Sarah Silverman Project» (ТВ, 2016)
- 2017 — «Открытие» / The Discovery
- 2021 — «Позолоченная ярость» / Gilded Rage

Сценарист
- 2006 — "Пока, Бенджамин / Bye Bye Benjamin … короткометражка
- 2017 — «Открытие» / The Discovery
- 2021 — «Позолоченная ярость» / Gilded Rage